# Izobilne, Alușta
Izobilne (în ucraineană Ізобільне) este localitatea de reședință a comunei Izobilne din orașul regional Alușta, Republica Autonomă Crimeea, Ucraina.

## Demografie
Componența lingvistică a localității Izobilne
     Rusă (67,68%)
     Tătară crimeeană (25,77%)
     Ucraineană (5,34%)
     Alte limbi (0,22%)
Conform recensământului din 2001, majoritatea populației localității Izobilne era vorbitoare de rusă (67,68%), existând în minoritate și vorbitori de tătară crimeeană (25,77%) și ucraineană (5,34%).